# Orange România
Orange România S.A. este cel mai mare operator GSM din România. Până în aprilie 2002, Orange a operat sub brandul Dialog, marca fiind gestionată de firma Mobil Rom. La sfârșitul anului 2013, Orange România avea peste 10,4 milioane de clienți, ceea ce îi conferea o cotă de piață de peste 40%.
Având o acoperire 3G a populației de 98%, Orange România oferă posibilitatea de a alege între planuri de abonamente flexibile, ce pot fi personalizate, și cartele PrePay.
Orange se află în competiție directă cu Vodafone pentru cei 13,7 milioane de utilizatori de telefonie mobilă din România. Orange a depășit Vodafone (pe atunci Connex) în privința numărului de clienți în septembrie 2004. Orange încă își menține locul întâi la telefonie mobilă, cu un procentaj de 36% la sfărșitul anului 2023. Orange a introdus la începutul lui 2005 tehnologia EDGE în patru orașe românești (București, Cluj-Napoca, Timișoara și Brașov), o tehnologie de tranziție spre 3G. Acoperirea EDGE a fost extinsă la nivel național în noiembrie 2006.
Serviciile de generația a treia au fost lansate la 7 iunie 2006, iar tehnologia LTE în decembrie 2012. În 2022, Orange România a cheltuit o sumă de 319 milioane de euro în introducerea tehnologiei mobile 5G.
În 2022, Orange România a reușit să asigure o acoperire a tehnologiei 5G în 21 de zone urbane, crescând de la 17 în anul precedent. La sfârșitul anului 2023, Orange SA a anunțat că acoperirea 5G a fost înlărgită pe 38 de orașe. Din 2025, Orange România își va opri antenele transmițătoare de tehnologie tip 3G, iar între 2022-2030, le vor opri pe cele tip 2G. 
Orange România este filiala românească a operatorului global de telefonie mobilă Orange SA, divizia de telecomunicații mobile a France Telecom.
Orange România este deținut în proporție de 96,8% de France Telecom.
Până în noiembrie 2007, Orange a investit aproximativ 1,4 miliarde euro, de la intrarea pe piața românească.
Principalii competitori pe piața de telefonie mobilă din România sunt: Vodafone România, Telekom România (fost COSMOTE România) și DIGI.
Orange România controlează de asemenea 4,33% din activele operatorului moldovean Orange Moldova (fost Voxtel).
În decembrie 2008, Orange deținea 101 de magazine proprii, 1.100 de magazine partenere și aproximativ 35.000 de puncte de vânzare a cartelelor preplătite, având cea mai amplă rețea de distribuție a unui operator de telecomunicații mobile din România.
În 2021, Orange România deschide laboratorul Orange 5G Labs în București, pentru a putea continua dezvolatrea și cercetarea în telecomunicațiile de tip 5G. Acesta se număra în cele 17 astfel de laboratoare Orange 5G Labs până la finalul anului 2022, listă în care se află 10 laboratoare în teritoriul francez, unul în teritoriul polonez, altul în teritoriul belgian et c. În 2023, Orange România intră într-o colaborare cu Universitatea Tehnică “Gheorghe Asachi” din Iași (TUIASI) și Continental Automotive România și înfințează al doilea laborator Orange 5G Labs, dar de data asta în Iași. Orange denunță aceste eforturi de cercetare drept beneficiare în a ajuta la dezvoltarea a tehnologiilor tip 5G+, iar ulterior a celor 6G.
Număr de clienți:
- 2023 - 9,5 milioane de clienți telefonie mobilă, 1,1 milioane de clienți internet fix și 1,1 milioane de clienți televiziune prin cablu. (sf. anului)
- 2022 - 10,5 milioane de clienți de telefonie mobilă, 1,32 milioane de clienți internet fix și 1,5 milioane de clienți televiziune prin cablu (luna martie)

- 2019 - 10.768.700 in luna martie [8]

- 2014 - 10.384.000 în luna iunie [9]
- 2013 - 10.200.144 în luna iunie
- 2013 - 10.214.262 în luna martie
- 2010 - 10,4 milioane în decembrie [10]
- 2009 - 10,99 milioane în decembrie [10]
- 2008 - 9,3 milioane în martie
- 2007 - 8 milioane în septembrie
- 2006 - 7 milioane în decembrie
- 2006 - 5 milioane în martie
- 2000 - 1 milion în septembrie [11]

Număr de angajați:
| Anul         | 2011  | 2009  | 2008  | 2007  |
| ------------ | ----- | ----- | ----- | ----- |
| nr. angajați | 2.700 | 2.907 | 2.953 | 2.627 |

Vechiul branding Mobil Rom în perioada 1997-2002, Dialog

Rezultate financiare (milioane euro):
| Anul             | 2023* | 2022* | 2011 | 2010 | 2009  | 2008  | 2007  | 2006  | 2005 | 2004 | 2000    |
| ---------------- | ----- | ----- | ---- | ---- | ----- | ----- | ----- | ----- | ---- | ---- | ------- |
| Cifra de afaceri | 2292  | 2280  | 940  | 988  | 1.055 | 1.270 | 1.210 | 1.082 | 870  | 625  | 274 ($) |
| Profit net       | -     | -     | 190  | 211  | 271,1 | 437,6 | 365,2 | -     | -    | -    | -       |

##### * - Sumă a cifrelor de afaceri din „europa centrală” (Slovacia, România și Moldova)

Orange Shop Iași, un magazin din rețeaua națională a operatorului Orange România

La 30 septembrie 2012, Orange România avea 10.243.000 de clienți, Vodafone România avea 7.874.220 clienți, iar Telekom 6,4 milioane clienți. 
Orange a intrat și pe piața TV, devenind astfel un competitor pentru DIGI (RCS&RDS) și Vodafone România (fost UPC). Orange și-a extins și își va extinde portofliul în domeniul televiziunii, urmând achiziția a Telekom România Communications, devenind competiție serioasă pentru Vodafone (fost UPC) și DIGI (RCS&RDS).